# آخر بازی (فیلم ۱۹۸۳)
آخر بازی (انگلیسی: Endgame) یک فیلم پسا-آخرالزمانی است که در سال ۱۹۸۳ منتشر شد.

## گزیدهٔ بازیگران
- آل کلیور
- لورا خمسر
- جرج ایستمن
- هاروهیکو یامانوچی
- گابریله تینتی
- گوردون میچل